# Фуко (лунный кратер)
Кратер Фуко (лат. Foucault) — крупный ударный кратер в области юго-западного побережья Моря Холода на видимой стороне Луны. Название присвоено в честь французского физика, механика и астронома Жана Бернара Леона Фуко (1819—1868) и утверждено Международным астрономическим союзом в 1976 г. Образование кратера относится к позднеимбрийскому периоду.

## Описание кратера

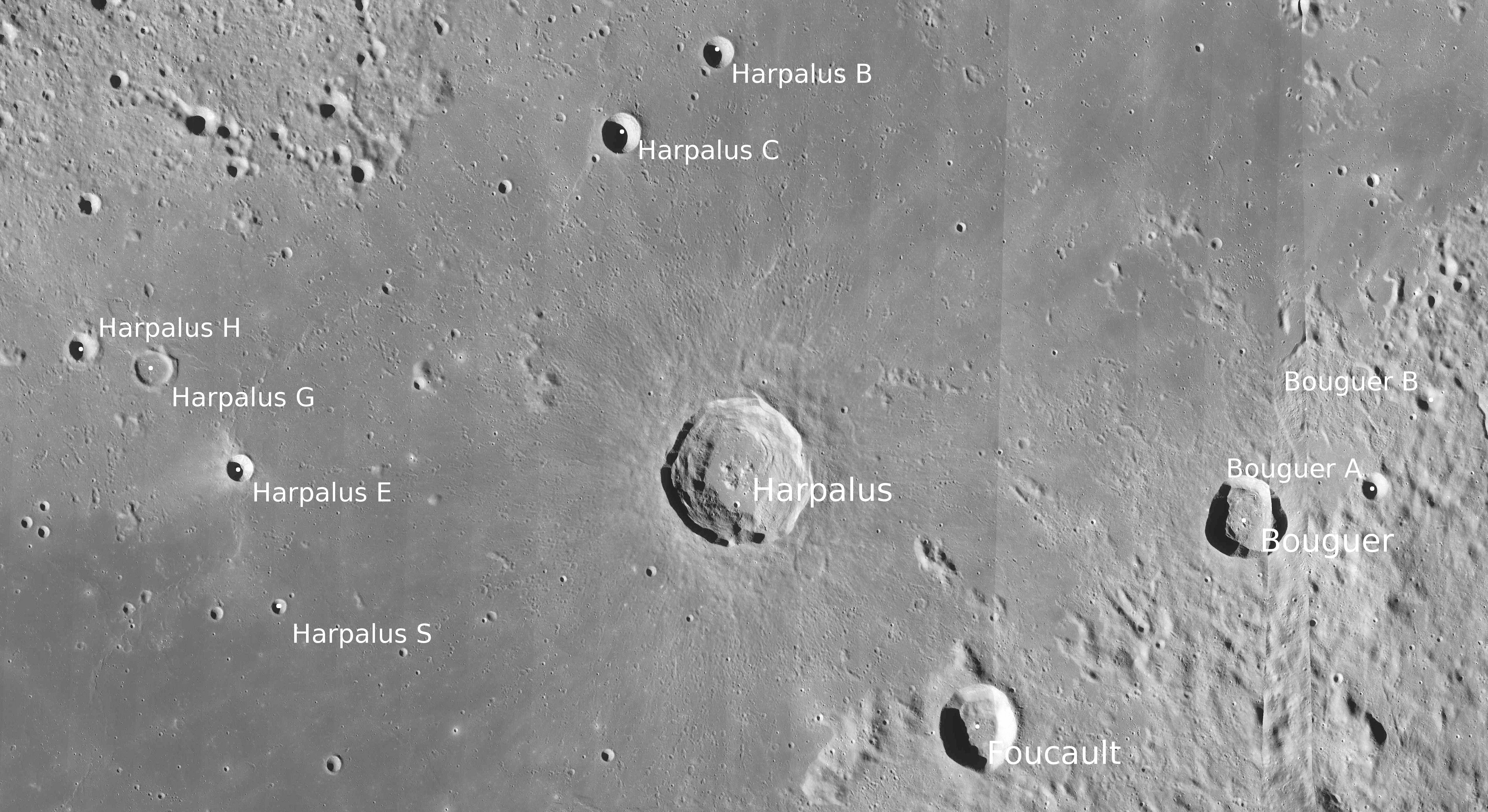
Окрестности кратера Фуко. Снимок зонда Lunar Reconnaissance Orbiter.

Ближайшими соседями кратера Фуко являются кратер Гарпал на северо-западе; кратер Бугер на северо-востоке; кратер Бьянкини на востоке-юго-востоке и кратер Шарп на юге. На западе от кратера расположен Залив Росы; на юго-востоке - горы Юра и Залив Радуги; на юго-западе – Океан Бурь. Селенографические координаты центра кратера 50°28′ с. ш. 39°52′ з. д. / 50,46° с. ш. 39,86° з. д., диаметр 25,1 км, глубина 3400 м.
Кратер Фуко  имеет близкую к циркулярной форму с небольшим выступом в южной части. Вал несколько сглажен, но сохранил четкие очертания, внутренний склон гладкий, с высоким альбедо. Высота вала над окружающей местностью достигает 820 м, объем кратера составляет приблизительно 330 км³. Дно чаши пересеченное, небольшой изогнутый центральный хребет несколько смещен к западу от центра чаши.

## Сателлитные кратеры
Отсутствуют.

## См.также
- Список кратеров на Луне
- Лунный кратер
- Морфологический каталог кратеров Луны
- Планетная номенклатура
- Селенография
- Минералогия Луны
- Геология Луны
- Поздняя тяжёлая бомбардировка